# ヨハネス・フォン・ガイセル
ヨハネス・フォン・ガイセル （Johannes von Geissel, 1796年2月5日 - 1864年9月8日）は、ドイツのケルン大司教、枢機卿。

## 生涯
ガッセルはプファルツ選帝侯領のギンメルディンゲン村に生まれる。ヴァインシュトラーセのノイシュタットとエーデスハイムで古典を学び、1813年にマインツの帝立リセに受け入れられ、また1815年より同地の教区神学校でブルーノ・フランツ・レオポルト・リーバーマン（Bruno Franz Leopold Liebermann）に師事して神学を学ぶ。1818年8月22日に司祭に叙階される。ハンバッハの教会で助祭をしばし務める。
1819年2月1日、シュパイアーのギムナジウムの教授に任命され、1822年6月4日に同地の大聖堂参事会員、1836年5月25日には参事会長となる。バイエルン王ルートヴィヒ1世によってシュパイアーの司教に推挙され、1837年5月20日にローマ教皇グレゴリウス16世の任命を受け、その年の8月13日にアウクスブルクの大聖堂で司教に叙階される。
フリードリヒ・ヴィルヘルム4世治下のプロイセン王国の司教職に就き、ケルンにおける教会と市との紛争が丸く収まった後、ケルン大司教クレメンス・アウグスト・フォン・ドロステ＝フィシェリングは大司教区を継承権のある司教補佐に移譲しようとしていた。1841年9月24日、グレゴリウス16世はガイセルをケルン大司教補佐に任命し、翌年1842年3月4日にこの大司教区に入った。クレメンス・アウグスト大司教は1845年10月19日に没し、ガイセルはその後を継いで1846年1月11日に大司教座に着座する。1850年9月30日にはローマ教皇ピウス9世によって枢機卿に叙階される。なお、この時期のケルンにはデュッセルドルフに向かう途中ライン川を下る旅をしていたロベルト・シューマンの一家が立ち寄っており、この叙階式の荘厳な雰囲気にインスピレーションを得て交響曲第3番の第4楽章を書いたとされる。
フリードリヒ・ヴィルヘルム4世の統治に判断力と正義感があったため、枢機卿としては市政と調和した形で大司教区の状況を調節し改善していくことが容易であった。神学者ゲオルク・ヘルメス（死後4年経った1835年に破門された）に追随するボンの教授たちによって引き起こされた論争を終結させ、ボンの大学の神学部に正統派の教授たちを入れた。また、デュッセルドルフ対岸のノイスとボンより南南西のミュンスターライフェルに少年のための神学校を設立した。世俗の宣教活動を奨励し、修道会や信心会の大司教区への招聘、常時聖体礼拝の導入、無原罪の御宿りの教義に基づく童貞マリアへの信仰の奨励などを行った。
1848年にはヴュルツブルクでドイツの全教区会議を召集し、1860年にはケルンで管区会議を開催している。ケルン大聖堂の落成を見ることができ、献堂式を司式した。翌年にケルンで死去し、大聖堂に埋葬された。